# Savoia (provincia)
La provincia della Savoia (Savoie-Propre in francese) era una provincia storica del ducato di Savoia (XVIII secolo). Viene talvolta chiamata Savoia Ducale per la presenza sul suo territorio di Chambéry, capitale della contea di Savoia nel 1295 e poi del ducato omonimo fino alla prima metà del secolo XVI, quando la capitale venne definitivamente spostata a Torino.

## Geografia
La provincia della Savoia corrispondeva approssimativamente all'attuale arrondissement di Chambéry. Così si ritrova il Beaufortain, con Beaufort-sur-Doron, le Bauges con Le Châtelard, la Combe de Savoie con Montmélian, la valle del Bourget con Chambéry ed Aix, l' Avant-pays savoyard e Albanais con Rumilly (condiviso oggi con l'Alta Savoia).
Essa confinava ad ovest con il pagus Bellicensis (Bugey), ad est con la Tarantasia, a sud con il Delfinato ed il Viennois, a nord con il pagus minor albanensis (appartenente alla contea di Ginevra).

## Storia
Per definire il territorio della Savoia si deve seguire, con l'aiuto di una carta topografica, le linee di cresta che definiscono gli spartiacque dalle cime alpine al Lago Lemano e il suo versante dal lato del Rodano, come sui versanti orientali del massiccio della Chartreuse. Al suo interno, con il medesimo criterio, le sei grandi valli infra-alpine delimitano quelle che diventeranno le sei province storiche della Savoia:
- la provincia di Savoia, vera e propria, con la capitale Chambéry
- la Moriana con capoluogo San Giovanni di Moriana
- la Tarantasia con capoluogo Moûtiers
- il Chiablese con capoluogo Thonon-les-Bains
- il Genevese, con capoluogo Annecy
- il Faucigny, con capoluogo Bonneville

Nel XVIII secolo, la contea di Savoia divenne provincia, una delle sei suddivisioni dell'intendenza generale della Savoia. Questa comprendeva 204 parrocchie nel 1723, aumentate di dieci da un editto del 3 settembre 1749.
A seguito dell'occupazione del generale Montesquiou, il 22 settembre 1792, la provincia venne annessa al territorio della Repubblica francese con il decreto del 27 novembre 1792, con il nome di "dipartimento del Monte Bianco". Così sui nove distretti creati, quello di Chambéry era diviso in 22 cantoni che raggruppavano 183 comuni.
Con la legge del 28 pluviale dell'anno VIII (17 febbraio 1800), il dipartimento venne riorganizzato (amputato in parte già due anni prima con la creazione del dipartimento del Lemano), la provincia evolse nell'arrondissement de Chambéry, con 15 cantoni e 175 comuni, prima di tornare, nel 1815, territorio della Casa Savoia. L'editto del 16 dicembre 1816 di Vittorio Emanuele I ristabilì nove province fra le quali quella della Savoia propriamente detta, che raggruppavano 12 mandamenti e 142 comuni.
A parte qualche cambiamento negli anni 1818, 1835 e 1837, la suddivisione in province rimase tale fino alla cessione della Savoia alla Francia, avvenuta nel 1860 ad opera di Cavour e del suo segretario Massari, per avere l'aiuto militare dell'imperatore Napoleone III contro l'Austria. Da allora la provincia divenne l'arrondissement di Chambéry nel dipartimento della Savoia che riunì la provincia a quelle della Tarantasia e della Moriana.

## Araldica

Stemma della Provincia di Savoia (Storico).

Stemma della Provincia di Savoia (Nessun funzionario).

Lo stemma della Provincia della Savoia corrisponde a quello della Savoia stessa. Tuttavia ne esiste una versione nella quale allo stemma di cui sopra si aggiunge al centro un leone rampante nero.

## Città principali
- Chambéry
- Aix
- Montmélian
- Rumilly
- Conflans, divenuta poi Albertville